# تونی بلر
آنتونی چارلز لینتون بلر (به انگلیسی: Anthony Charles Lynton Blair) (زاده ۶ مه ۱۹۵۳) نخست‌وزیر پیشین انگلیس، رئیس اسبق خزانه‌داری و وزیر خدمات مدنی بود. وی از ژوئیه ۱۹۹۷ پس از مرگ جان اسمیت در مه همان سال، رهبر حزب کارگر بوده‌است. تونی بلر در یک پیروزی چشمگیر در انتخابات سراسری ۱۹۹۷ توانست بر جان میجر غلبه کند و به ۱۸ سال حکومت حزب محافظه‌کار (بریتانیا) پایان دهد.
بلر در سال ۲۰۰۵، تا حدی به دلیل عملکرد اقتصادی قوی بریتانیا، ولی با اندکی ریزش در آرا (به دلیل انتقادها از دولت او به سبب مشارکت بریتانیا در جنگ عراق)، مجدداً برای سومین دوره به عنوان نخست وزیر انتخاب شد. بلر در دوره سوم نخست وزیری خود بر اصلاحات سیستماتیک بخش عمومی فشار آورد و میانجیگری کرد تا توافقی برای بازگرداندن تقسیم قدرت به ایرلند شمالی برقرار شود. در دوره‌ی سوم قدرت‌گیری او جنگ افغانستان و عراق ادامه یافت و در سال ۲۰۰۶، بلر اعلام کرد که ظرف یک سال استعفا می دهد. بلر در ۲۴ ژوئن ۲۰۰۷ از رهبری حزب کارگر و در ۲۷ ژوئن ۲۰۰۷ از سمت نخست وزیری استعفا داد و گوردون براون، وزیر خزانه‌داری وی جانشین او شد.
بلر پس از ترک سمت، کرسی خود را رها کرد و به عنوان فرستاده ویژه گروه چهارجانبه در خاورمیانه منصوب شد، سمتی دیپلماتیک که تا سال ۲۰۱۵ این سمت را برعهده داشت. وی از سال ۲۰۱۶ رئیس اجرایی موسسه تونی بلر برای تغییرات جهانی بوده است و تاکنون در مناسبت های مختلف سیاسی اقدام به تاثیرگذاری نموده است. در سال ۲۰۰۹ به بلر مدال آزادی ریاست جمهوری توسط جورج دبلیو بوش اعطا شد. او در سال ۲۰۲۱ توسط ملکه الیزابت دوم به عنوان شوالیه شناخته شد.
بلر در سپتامبر ۲۰۱۰ کتاب خاطرات خود را با نام سفر منتشر ساخت که گفته‌های تازه‌اش دربارهٔ جنگ و حزب کارگر سبب ایجاد هیجانات سیاسی گسترده‌ای شد.
بلر در مقاطع مختلف نخست‌وزیری خود، یکی از محبوب‌ترین و نامحبوب‌ترین چهره‌های تاریخ بریتانیا بود. به عنوان نخست وزیر، او بالاترین میزان محبوبیت ثبت شده را در چند سال اول ریاست جمهوری خود به دست آورد، اما همچنین یکی از پایین‌ترین رتبه‌ها را در طول جنگ عراق و پس از آن به دست آورد. اگرچه منتقدان وی او را به دروغگویی، فریبکاری و از بین بردن اعتماد در سیاست بریتانیا متهم می‌کنند، با این حال بلر با توجه به موفقیت‌های انتخاباتی و اصلاحات قابل‌توجهی که در دوران مسئولیتش در دوران نخست وزیری داشت، معمولاً در رتبه‌بندی‌های تاریخی و افکار عمومی نخست‌وزیران بریتانیا بالاتر از میانگین رتبه‌بندی می‌شود.

## سال‌های نخستین زندگی
بلر در ادینبورگ، اسکاتلند، در ۶ مه ۱۹۵۳ به دنیا آمد. او دومین پسر لئو و هیزل بلر بود. پدر تونی بلر در واقع پسر نامشروع یک رابطه‌ی جنسی گذرا بود که توسط جیمز بلر کارگر کشتی سازی گلاسکو و همسرش مری به عنوان یک نوزاد به فرزندی پذیرفته شد.
تونی بلر یک برادر بزرگتر به نام سر ویلیام بلر، قاضی دادگاه عالی و یک خواهر کوچکتر به نام سارا دارد. بلر در سال‌های نخستین زندگی خود به همراه خانواده در منطقه‌ی تراس پیزلی واقع در ناحیه‌ی ویلوبری ادینبورگ زندگی می‌کرد. در این دوره، پدرش به عنوان بازرس مالیاتی کار می‌کرد و در عین حال برای مدرک حقوق از دانشگاه ادینبورگ تحصیل می‌کرد.
اولین جابجایی بلر در نوزده ماهگی بود. در پایان سال ۱۹۵۴، والدین بلر و دو پسرشان از پیزلی تراس به آدلاید، استرالیای جنوبی نقل مکان کردند. پدرش در دانشگاه آدلاید در رشته حقوق سخنرانی می‌کرد. خانواده‌ی بلر زمانی که در استرالیا بود که خواهر بلر سارا به دنیا آمد. بلرها در حومه دالویچ نزدیک به دانشگاه زندگی می‌کردند. سال‌های زندگی خانواده بلر در کشور استرالیا چندان طولانی نبود و آنان چهار سال بعد یعنی در تابستان ۱۹۵۸ به بریتانیا بازگشتند. آن‌ها برای مدتی با مادر و ناپدری هیزل (ویلیام مک‌کلی) در خانه خود در استپس در حومه شمال شرقی گلاسکو زندگی کردند. پدر بلر شغلی به عنوان مدرس در دانشگاه دورهام پذیرفت و بنابراین خانواده را به دورهام انگلستان نقل مکان کرد. در سن پنج سالگی، این آغاز ارتباط طولانی بلر با دورهام بود.
بلر از دوران کودکی خود طرفدار باشگاه فوتبال نیوکاسل یونایتد بوده‌است.

## گزارش چیلکات
گزارش گروه تحقیق دربارهٔ نقش بریتانیا در جنگ پس از هفت سال در روز چهارشنبه ۶ ژوئیه ۲۰۱۶ منتشر شد. در گزارش جان چیلکات رئیس گروه تحقیق آمده‌است: «آغاز جنگ عراق آخرین انتخاب ممکن نبود اما دولت وقت بریتانیا قبل از آن که راه‌های مسالمت‌آمیز و دیپلماتیک برای خلع سلاح عراق به بن‌بست برسد، تصمیم گرفت وارد جنگ شود.»
در این گزارش آمده‌است: «تونی بلر بر توانایی خود برای اثرگذاری بر تصمیمات دولت آمریکا بیش از حد حساب می‌کرد. او در نامه‌ای به جورج بوش نوشت: «هرچه شود با تو هستم». گزارش می‌افزاید: حفظ رابطه بریتانیا و آمریکا به حمایت بی قید و شرط نیازی ندارد.»
بنا به گزارش بی‌بی‌سی عده‌ای خواهان محاکمه تونی بلر به جرم جنایات جنگی هستند. تونی بلر پس از انتشار گزارش گفته‌است که مسئولیت اشتباه‌های انجام شده را می‌پذیرد، ولی هنوز معتقد است که تصمیم به کنار زدن صدام حسین گزینه بهتری بوده‌است.